# I'll Be There for You (Bon Jovi)
I'll Be There for You è una canzone dei Bon Jovi, scritta da Jon Bon Jovi e Richie Sambora. È stata estratta come terzo singolo dal quarto album in studio del gruppo, New Jersey, nell'aprile del 1989. Ha raggiunto il primo posto della Billboard Hot 100 - la quarta ed ultima hit dei Bon Jovi a riuscirci - e la quinta posizione della Mainstream Rock Songs negli Stati Uniti.
Si tratta di uno dei brani più significativi del gruppo, oltre che un classico nel genere delle power ballad. Ha anticipato il sound più maturo intrapreso dai Bon Jovi nei due loro album successivi, Keep the Faith e These Days. La canzone fa parte del primo Greatest Hits del gruppo, Cross Road, mentre una sua versione acustica è presente nel disco This Left Feels Right. Esibizioni dal vivo del brano sono presenti nelle registrazioni The Crush Tour e Live at Madison Square Garden (in quest'ultima viene cantata da Richie Sambora e non da Jon Bon Jovi).
La canzone è stata inserita da VH1 alla posizione numero 5 nella classifica delle "25 più grandi power ballad" e alla posizione numero 39 nella classifica delle "100 più grandi canzoni d'amore".

## Nella cultura di massa
La canzone appare nel film Sballati d'amore diretto da Nigel Cole, nella scena in cui il protagonista Oliver (Ashton Kutcher) suona come serenata alla propria innamorata Emily (Amanda Peet) proprio I'll Be There for You.

## Video musicale
Il video musicale della canzone mostra i Bon Jovi mentre eseguono il brano su un palco, in un'atmosfera monocromatica tendente al blu, con primi piani per ogni membro della band, in particolar modo per Jon Bon Jovi e Richie Sambora. Il video mostra anche alcuni filmati in bianco e nero presi da un concerto tenuto dai Bon Jovi alla Wembley Arena di Londra, Inghilterra.

## Formazione
- Jon Bon Jovi - voce, chitarra acustica
- Richie Sambora - chitarra solista, seconda voce
- Alec John Such - basso
- David Bryan - tastiere
- Tico Torres - batteria

## Tracce
Versione britannica
1. I'll Be There for You – 5:43 (Jon Bon Jovi, Richie Sambora)
2. Homebound Train – 5:10 (Bon Jovi, Sambora)

Versione tedesca
1. I'll Be There for You – 5:43 (Bon Jovi, Sambora)
2. Homebound Train – 5:10 (Bon Jovi, Sambora)
3. Wild in the Streets (Live) – 5:15 (Bon Jovi)

Maxi singolo
1. I'll Be There for You – 5:43 (Bon Jovi, Sambora)
2. Homebound Train – 5:10 (Bon Jovi, Sambora)
3. Borderline – 4:10 (Bon Jovi, David Bryan)
4. Edge of a Broken Heart – 4:33 (Bon Jovi)

## Classifiche

### Classifiche settimanali
| Classifica (1989)             | Posizione massima |
| ----------------------------- | ----------------- |
| Australia                     | 23                |
| Belgio (Fiandre)              | 29                |
| Canada                        | 2                 |
| Francia                       | 68                |
| Germania                      | 67                |
| Irlanda                       | 6                 |
| Nuova Zelanda                 | 26                |
| Paesi Bassi                   | 22                |
| Regno Unito                   | 18                |
| Stati Uniti                   | 1                 |
| Stati Uniti (mainstream rock) | 5                 |
| Svizzera                      | 15                |

### Classifiche di fine anno
| Classifica (1989) | Posizione |
| ----------------- | --------- |
| Canada            | 45        |
| Stati Uniti       | 23        |